# Harry & Son
Harry & Son è un film del 1984 diretto e interpretato da Paul Newman.
Quarta regia del celebre attore (ne seguirà una quinta, e ultima, Lo zoo di vetro, nel 1987), vede nel cast anche Ellen Barkin e in ruoli più marginali Joanne Woodward (nella vita moglie di Newman), Morgan Freeman e Ossie Davis.

## Trama
L'operaio vedovo Harry vive con il figlio, aspirante scrittore. Licenziato dalla ditta da cui lavora, Harry è costretto a confrontarsi quotidianamente col figlio, giovane dal carattere estroverso, che tenta di far incontrare il genitore con una vicina di casa.

### Riprese
La pellicola è stata girata in alcune località della Florida, Broward County, Fort Lauderdale.

## Critica
Il film ha ricevuto un gran numero di critiche negative ed è considerato il peggiore film diretto da Paul Newman. Molte sono state le critiche mosse a questo film, sia dal quotidiano The New York Times sia dal critico cinematografico Roger Ebert. Al botteghino il film fu un flop. A fronte di un budget di 16 milioni di dollari, ne ha incassati poco più di 4 milioni e ottocentomila. Su Rotten Tomatoes il film ha una valutazione negativa del 22%. Ha anche ricevuto una nomination ai Razzie Award come peggior attore non protagonista per Robby Benson.